# 智審
智審（？—？），北平真定府元氏縣人，明朝政治人物、同進士出身。

## 生平
洪武四年（1371年）辛亥科會試二十八名，登進士三甲，授青州府蒙陰縣縣丞。